# 東瓜幕駅
東瓜幕駅（ひがしうりまくえき）は、かつて北海道河東郡鹿追町東瓜幕にあった北海道拓殖鉄道の駅である。同鉄道の廃止に伴い廃駅となった。

## 概要
木材、農作物の出荷駅の一つ。西の瓜幕に対する東の拠点駅で、隣接する音更町民の利用もあり、当駅開設後に小市街が形成されたが、然別演習場の用地買収による農地喪失とそれに伴う当地域の農業人口激減により、農作物出荷が殆ど無くなったため、営業区間廃止により廃駅となった。

## 歴史
- 1929年（昭和4年）11月26日 - 鹿追 - 中音更延伸開業に伴い開設。一般駅。
- 1942年（昭和17年）12月16日 - 構内改装、相対式ホームを単式ホームのみに変更[2]。
- 1949年（昭和24年）9月1日 - 当駅 - 上士幌間廃止により終点駅となる。
- 1965年（昭和40年）12月20日 - 瓜幕 - 当駅間営業中止により休止。
- 1967年（昭和42年）10月1日 - 瓜幕 - 当駅間廃止に伴い廃駅。

## 駅名の由来
当地の地域名に由来する。

## 駅構造
- 駅舎は鹿追駅へ向かって右側（北側）にあった。
- かつては相対式ホーム2面を持っていたが、昭和17年に駅裏側ホームを撤去。交換設備のない駅となった。
- 終端駅となった後、中音更方面は引き上げ線として400m程残された。
- 駅裏側に、かつて相対ホームの上り本線であった留置線とその外に貨物積卸線を有した。

## 駅周辺
周囲は畑作地帯。当駅開設後に小市街が形成されたが、廃駅後に多くが離散した。
- ペンケチン川
- 東瓜幕簡易郵便局

## 隣の駅
北海道拓殖鉄道
北海道拓殖鉄道線
中瓜幕駅 - 東瓜幕駅 - 中音更駅